# Зарако-Зараковский, Болеслав Францевич
Болеслав Францевич Зарако-Зараковский (пол. Bolesław Zarako-Zarakowski, 18 (30) марта 1894 года, Полоцк, Витебская губерния, Российская империя — 2 декабря 1963 года, Москва, СССР) — советский и польский военачальник, генерал-лейтенант (СССР — 11.07.1946), генерал дивизии (ПНР — 14.12.1945).

## Биография
Родился в 1894 году в городе Полоцк. Поляк. До службы в армии с августа 1904 года учился в Полоцком кадетском корпусе. В августе 1911 года окончил его по 1-му разряду.

### Военная служба
В 1911 году зачислен юнкером в Александровское военное училище в Москве. 26 августа 1912 года выпущен из него подпоручиком и назначен младшим офицером в 97-й пехотный Лифляндский полк 25-й пехотной дивизии в город Двинск.

### Первая мировая война
С началом  войны в должности командира батальона выступил с полком на Западный фронт и участвовал в боях в Восточной Пруссии. В ходе Восточно-Прусской операции 1914 года в бою в районе Даркемен был контужен. С мая 1915 года исполнял должность адъютанта этого полка. 16 мая 1917 года был произведен в капитаны, переведен на укомплектование мортирной артиллерии и назначен в 36-й мортирный артиллерийский дивизион 8-го пехотного корпуса. Заведующим хозяйством этого дивизиона и старшим офицером батареи воевал на Западном и Румынском фронтах. За боевые отличия награждён 8 наградами, в том числе орденом Святого Владимира IV степени. После ликвидации части в апреле 1918 года убыл с Румынского фронта через Украину в город Нижний Новгород.

### Гражданская война
12 июня 1918 года добровольно вступил в РККА и был назначен адъютантом Нижегородского штаба советской артиллерии. С реорганизацией частей Нижегородской артиллерии он перемещается на должность старшего помощника начальника штаба по оперативной части в Нижегородскую стрелковую дивизию, а в сентябре выступил с ней на фронт. С 24 января по 7 марта 1919 года временно исполнял должность начальника штаба этой дивизии. С апреля участвовал с ней в боях против белоэстонских войск и отрядов генерала С. Н. Булак-Балаховича. С 15 мая исполнял должность старшего помощника начальника штаба Мариенбургской группы войск, с 26 августа — помощник начальника организационно-мобилизационного отдела штаба Армии Советской Латвии в городе Двинск. С сентября 1919 года был назначен командиром сводной бригады 16-й армии, одновременно исполняя обязанности начальника Лепельского боевого участка. Затем служил начальником штаба и врио командира 1-й бригады 17-й Нижегородской стрелковой дивизии. С апреля 1920 года исполнял должность начальника организационно-учетного отдела штаба Украинской Трудовой армии, с мая — командовал 4-й отдельной бригадой. В период с 15 апреля по 6 мая 1921 года временно исполнял должность командующего этой армией. После ее расформирования с 11 ноября был помощником начальника Организационного управления штаба Вооруженных сил Украины и Крыма.

### Межвоенный период
После войны с июня 1922 года временно исполнял должность помощника начальника штаба 7-го стрелкового корпуса в городе Запорожье. С мая 1925 года был начальником штаба 33-й Самарской территориальной дивизии ЗапВО в городе Могилев. С октября 1927 по июнь 1928 года прошел обучение на КУВНАС при Военной академии РККА им. М. В. Фрунзе. С октября 1929 года был начальником штаба 57-й Уральской стрелковой дивизии ПриВО в городах Свердловск и Пенза, с мая 1931 года служил в той же должности в Челябинской стрелковой дивизии. С ноября 1932 года был старшим преподавателем оперативно-тактического цикла, а с сентября 1934 года — кафедры тактики и военной топографии геодезического факультета в Военно-инженерной академии РККА.  В 1935 году окончил факультет вечернего и заочного обучения Военной академии РККА им. М. В. Фрунзе. 17 февраля 1936 года присвоено звание полковника. 13 июля 1937 года был уволен по ст. 43, п. «б». В мае 1939 года восстановлен в кадрах РККА и назначен старшим преподавателем Артиллерийской спецшколы в Москве. С сентября исполнял должность старшего преподавателя на военной кафедре Гидромелиоративного института Наркомзема СССР.

### Великая Отечественная война

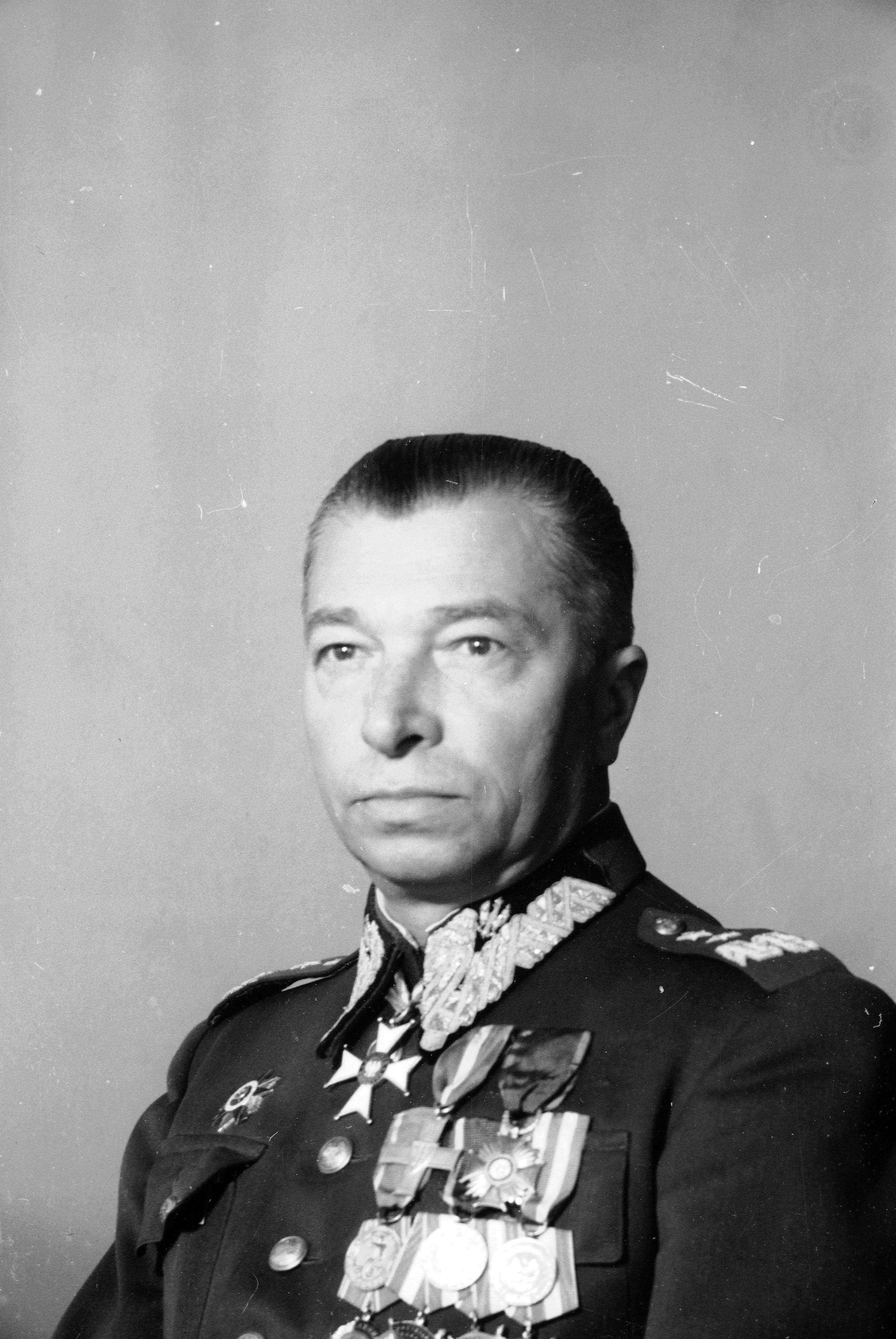
Зарако-Зараковский в мундире Народного Войска Польского

С началом войны полковник Зарако-Зараковский в июне 1941 года был назначен командиром запасного стрелкового полка 21-й стрелковой дивизии народного ополчения Киевского района Москвы. В середине июля она была выдвинута в район Перхушково, где вошла в состав 33-й армии и занималась созданием и оборудованием Ржевско-Вяземского оборонительного рубежа. В первой половине августа заняла оборону в районе юго-западнее города Киров Смоленской области, в том же месяце Зарако-Зараковский принял командование 1-м стрелковым полком этой дивизии. Почти полтора месяца она находилась во втором эшелоне фронта, прикрывая кировское направление. В сентябре  Зарако-Зараковский переводится начальником отдела боевой подготовки 33-й армии Западного фронта. Участвовал с ней в битве за Москву, в Вяземской и Можайско-Малоярославецкой оборонительных операциях, в оборонительных боях под Наро-Фоминском. С декабря войска армии участвовали в контрнаступлении под Москвой, затем в Ржевско-Вяземской наступательной операции. В ходе последней с февраля 1942 года армия вела тяжелые бои в окружении юго-восточнее Вязьмы, лишь в июне ее части смогли прорывать кольцо окружения и соединиться с основными силами фронта. С июля 1942 года Зарако-Зараковский исполнял должность заместителя начальника штаба 33-й армии по ВПУ, с декабря был начальником армейских курсов младших лейтенантов. 15 марта 1943 года допущен к командованию 160-й стрелковой дивизией и в составе 33-й армии участвовал с ней в Ржевско-Вяземской наступательной операции. С августа по октябрь генерал-майор  Зарако-Зараковский умело руководил боями дивизии в ходе Смоленской, Спас-Деменской, Ельнинско-Дорогобужской и Смоленско-Рославльской наступательных операций. С октября дивизия входила в 49-ю, а с января 1944 года — в 10-ю армии. В составе последней участвовала в боях на реке Проня в районах населенных пунктов Красный Бор и Малиновка Могилевской области. В конце января она была выведена в резерв фронта в район города Кричев, затем в  резерв Ставки ВГК. С марта 1944 года дивизия входила в 70-ю армию и вела бои на 2-м, а с 5 апреля — 1-м Белорусских фронтах. В ее составе участвовала в Полесской наступательной операции. 26 апреля генерал-майор Зарако-Зараковский был отстранен от командования и зачислен в распоряжение Военного совета 1-го Белорусского фронта, а в августе назначен заместителем начальника штаба по организационным вопросам 1-го Белорусского фронта. В этой должности участвовал в Белорусской наступательной операции, в боях по удержанию и расширению плацдармов на реке Висла. В сентябре откомандирован в распоряжение Главного штаба Войска Польского. С октября исполнял должность заместителя начальника штаба Войска Польского по организационным вопросам, а с апреля 1945 года командовал войсками Лодзинского ВО. Член ВКП(б) с 1945 года.

### Послевоенный период
После войны продолжал командовать этим округом. В ноябре 1946 года переведен на должность командующего войсками Люблинского ВО. С сентября 1947 года исполнял должность начальника Академии Генштаба Войска Польского. В феврале — апреле 1948 года состоял в распоряжении Министерства национальной обороны Польши, затем ГУК ВС СССР. 11 августа 1948 года уволен в запас.
Умер 16 апреля 1969 года.

## Награды

#### СССР[2]
- орден Ленина (21.02.1945[7])
- три ордена Красного Знамени (17.08.1943, 25.08.1944, 03.11.1944 [7])
- орден Отечественной войны I степени (03.04.1943)
  -     - Медали в т.ч.:

  - «За оборону Москвы»
  - «За Победу над Германией в Великой Отечественной войне 1941—1945 гг.»
  - «За освобождение Варшавы»

Российской Империи.
- орден Святого Владимира IV степени
- другие ордена

#### ПНР
- командор ордена Возрождения Польши (1945)
- орден «Крест Грюнвальда» III степени (1945)
- золотой крест «Заслуги» (1946)
- медаль «За Варшаву 1939—1945»
- медаль «Победы и Свободы»